# Maurizio Franzone
Maurizio Franzone (Piacenza, 25 maggio 1969) è un ex calciatore italiano, di ruolo portiere.
È figlio d'arte: suo padre Avio, anch'egli portiere, ha militato nelle giovanili del Brescia e in diverse squadre minori del Piacentino, fu anche portiere di riserva del Piacenza nella stagione 1967-1968.

## Carriera

### Club

#### Gli inizi nelle serie minori
Crebbe calcisticamente nelle giovanili del Piacenza, passando poi al Fidenza nel campionato di Promozione Emilia-Romagna 1989-1990. Nel 1990 fu ingaggiato dal Suzzara, militante in Serie C2, con il quale esordì però solo l'anno successivo, dove marcò 20 presenze subendo diciannove reti: nel 1992-1993 non fu invece titolare: chiuso da Mirko Benevelli giocò infatti solo sei partite.
Nell'estate 1993 fu ingaggiato dal Como, militante in Serie C1, dove fu portiere titolare della stagione Serie C1 1993-1994 giocando 27 gare e subendo 24 gol: il Como giunse quinto a fine stagione ma riuscì ad imporsi nei play-off, sconfiggendo prima il Mantova e poi la Spal, conquistando la promozione in Serie B. Franzone fu titolare anche nella serie cadetta, giocando tutte le 38 gare del campionato, nel quale subì 56 reti che portarono i lariani al penultimo posto e alla conseguente retrocessione.

#### Gli anni alla Salernitana e al Cagliari
Acquistato dalla Salernitana, militante anch'essa in Serie B, fu relegato al ruolo di secondo portiere dietro ad Antonio Chimenti per le due stagioni nelle quali rimase a Salerno: riuscì infatti a giocare solo 4 gare di campionato in due anni, subendo in totale cinque reti.
Nel 1997 passò al Cagliari, sempre nella serie cadetta, ma anche qui fu relegato in panchina in favore di Alessio Scarpi: con 9 gare giocate (con nove gol a sfavore) diede comunque il suo contributo al terzo posto finale e alla promozione in Serie A. La solidità di Scarpi rimandò il suo esordio in massima serie fino al 7 febbraio 1999, quando giocò la gara Sampdoria-Cagliari 0-0: al termine della stagione giocò solo un'altra gara (25 aprile, Cagliari-Perugia 2-2), per un totale di due presenze complessive e due reti subite. Anche l'anno successivo le presenze in campo furono due, e anche in questo caso con due gol a sfavore.

#### Le ultime stagioni e il ritiro
Al termine della stagione, che vide la retrocessione dei sardi, Franzone fu ceduto al Giulianova in Serie C1, dove disputò 7 gare. Nel 2001-2002 fu invece acquistato dalla Reggina, in Serie B, dove giocò 2 gare chiuso dal titolare Emanuele Belardi, senza subire alcuna rete. Rescisso il contratto con la Reggina, si allenò per un periodo con la Nazionale di Beach Soccer, fino al febbraio 2003 quando fu ingaggiato dal Piacenza, squadra della sua città, dove disputò l'ultima gara in massima serie (27 aprile 2003, Piacenza-Perugia) che fu anche l'ultima della sua carriera, prima del ritiro dal calcio giocato.

## Dopo il ritiro
Nel 2004 divenne allenatore dei portieri del Cagliari: durante questo incarico fu indagato dalla Procura di Roma per i reati di furto aggravato e falso in assegno, mentre dal 2005 al 2008 ricoprì il ruolo di allenatore e direttore tecnico del Cagliari Strike Force, squadra di Miami fondata da Massimo Cellino. Successivamente si è dedicato al calciomercato, ricoprendo il ruolo di intermediario.